# Kościół ewangelicko-augsburski w Bytomiu-Miechowicach
Kościół ewangelicko-augsburski w Bytomiu-Miechowicach – kościół parafii ewangelicko-augsburskiej w Bytomiu-Miechowicach. Mieści się przy ulicy Matki Ewy, w bytomskiej dzielnicy Miechowice.

## Historia

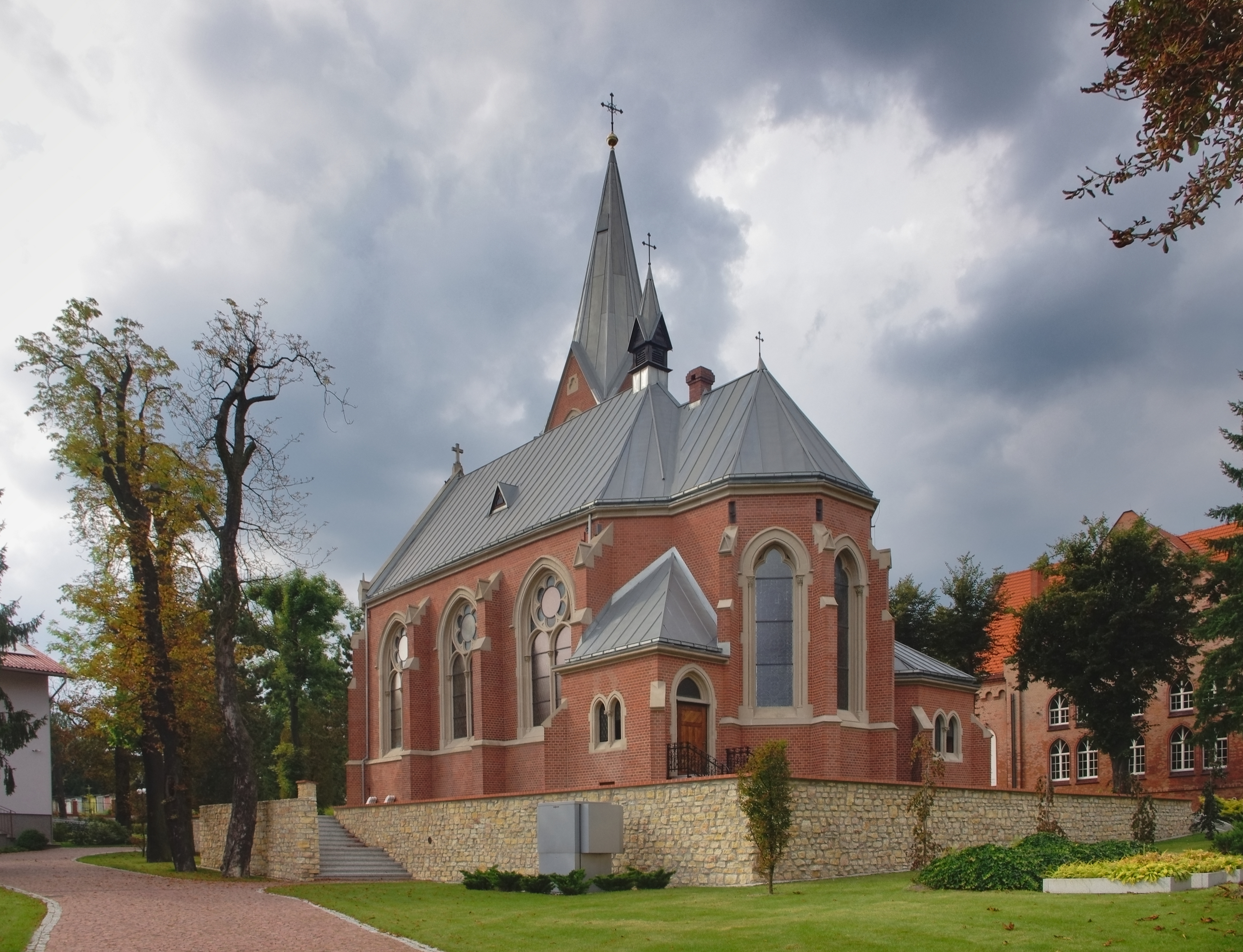
Widok od strony prezbiterium (2021)

Świątynia została wybudowana z inicjatywy Evy von Tiele-Winckler (Matki Ewy) w latach 1896–1898 dla potrzeb Zakładów Diakonackich „Ostoi Pokoju” oraz mieszkańców Miechowic wyznania luterańskiego. Budowla poświęcona 2 lutego 1898. 
28 marca 2012 świątynia została zamknięta przez Powiatowy Inspektorat Nadzoru Budowlanego z powodu szkód górniczych wyrządzonych przez oddziaływanie eksploatacji KWK Bobrek. Remont kościoła rozpoczęto w lipcu 2014 roku.
Kościół był narażony na szkody górnicze od około połowy lat 70. XX wieku. Wielokrotnie przeprowadzano w tym czasie różne zabiegi wzmacniające i zabezpieczające obiekt. W latach 2000–2012 w budynku zaszły deformacje murów, sklepień, posadzek, rozległe spękania, uszkodzenia więźby dachowej, jak również doszło do przechylenia całej bryły kościoła. Przyczyną zamknięcia kościoła były znaczne uszkodzenia ceramicznych sklepień krzyżowo-żebrowych. Wychylenie obiektu w kierunku południowym wyniosło 18,7 mm/m, a w zachodnim 3,6 mm/m, co narzuciło konieczność rektyfikacji. W 2015 w ścianach fundamentowych (2,5 metra niżej niż posadzka) wbudowano odpowiednie siłowniki, rozerwano ściany fundamentowe i doprowadzono do pionowego położenia części obiektu, która znalazła się nad płaszczyzną rozerwania. Projekt techniczny zadania opracował dr inż. Krzysztof Gromysz, dr inż. Zbigniew Pająk oraz dr inż. Mirosław Wieczorek. W 2015 prace te zostały przerwane z przyczyn formalnych.

## Architektura i wyposażenie
Kościół reprezentuje styl neogotycki. Orientowany, murowany z cegły, wybudowany na planie prostokąta z wieżą w północno - zachodnim narożniku. Wnętrze jest dwunawowe, z prezbiterium zamkniętym trójbocznie. Wejście do kościoła prowadzi  przez domek portalowy, nad nim znajduje się duża rozeta i szczyt ozdobiony gzymsem arkadkowym.

### Wyposażenie
We wnętrzu świątyni znajdują się m.in.:

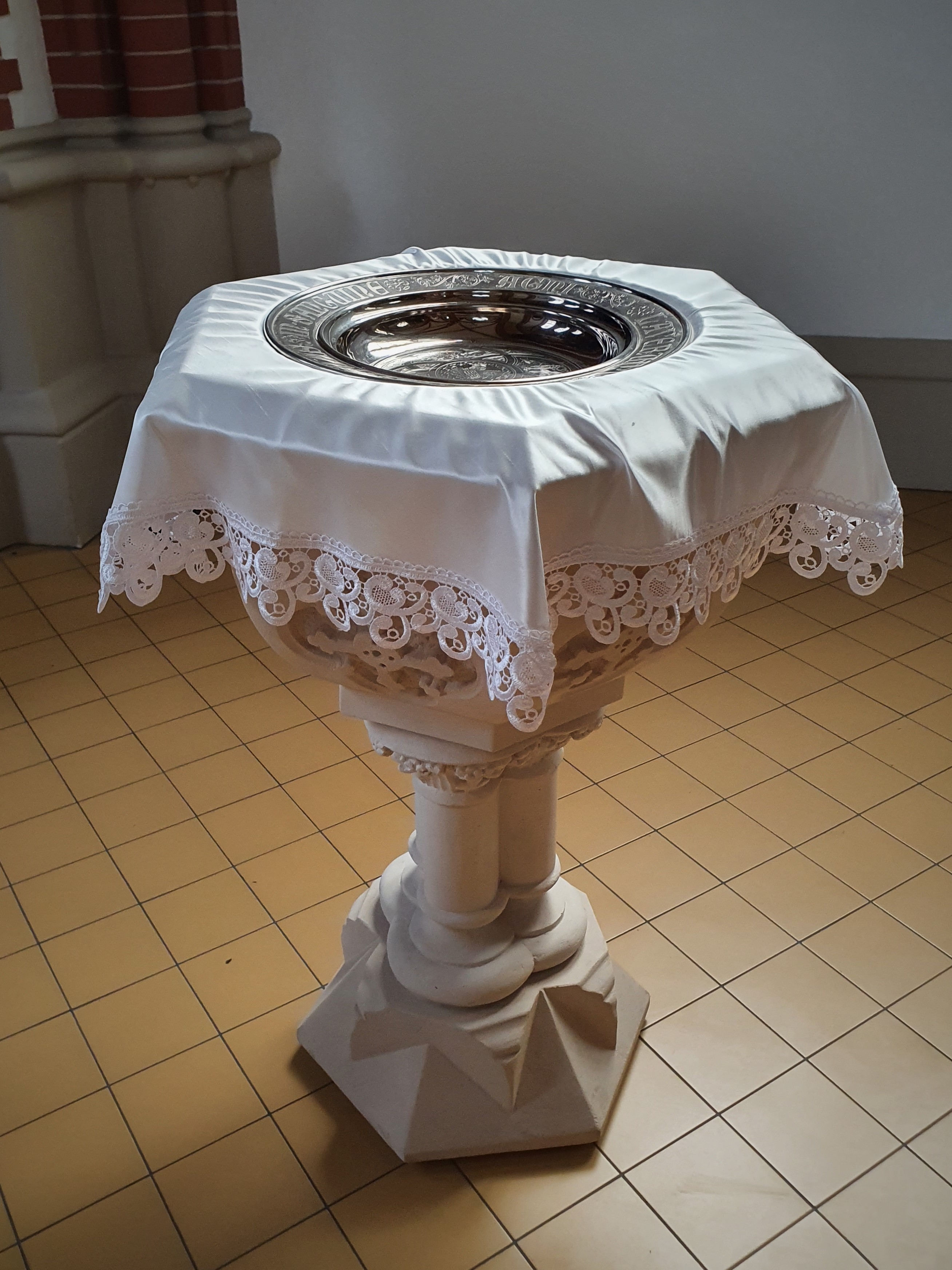
Chrzcielnica

- Ołtarz główny w stylu neogotyckim, który został wyrzeźbiony w drewnie i przedstawia krzyż na Golgocie i adorujących go dwóch mieszkańców Górnego Śląska: górnika i hutnika;
- ambona drewniana z baldachimem; kosz ambony ozdobiony jest płycinami i kolumienkami;
- chrzcielnica kamienna w kształcie kielicha, ozdobiona płaskorzeźbionym ornamentem z motywem krzyża;
- żyrandol metalowy, neogotycki (jeden oryginalny, drugi jest rekonstrukcją);
- organy zbudowane w 1898 roku przez firmę Schlag & Söhne ze Świdnicy[7];
- witraże  o motywach geometrycznych, w prezbiterium dodatkowo posiadają przedstawienia baranka eucharystycznego, otwartą księgę z krzyżem i monogram Chrystusa, nad wejściem, w centrum rozety umieszczony jest krzyż w płomieniach.